# Wagnerite

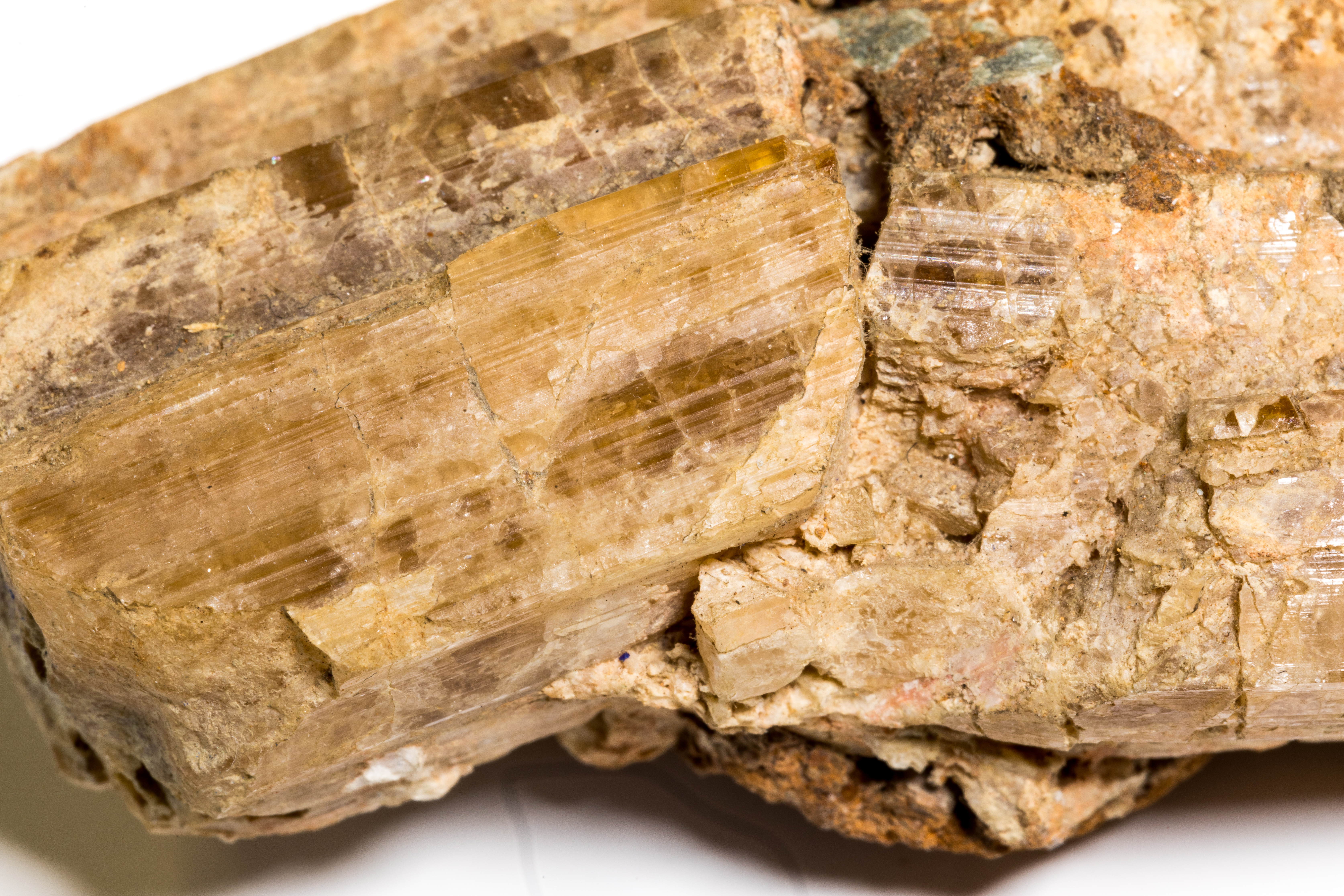
Wagnerite

 Esta página é sobre um mineral. Para o termo usado pelos seguidores da filosofia do compositor romântico Richard Wagner, ou para os fãs de suas composições, veja wagnerismo.
Wagnerite é um mineral, um combinado de fosfato e flúor de ferro e magnésio, com  fórmula ( Mg  Fe)  2   P  O  4   F .
Ocorre em rocha pegmatite associada a outro fosfato mineral.
Foi assim nomeado após F.M. von Wagner (1768-1851), funcionário de uma mineradora alemã.